# 阿博安
阿博安（法語：Aboën，法語發音：[abwɛ̃]）是法国卢瓦尔省的一个市镇，位于该省西南部，属于蒙布里松区。

## 地理
阿博安（45°24'49"N, 4°7'54"E）面积8.96 平方千米，位于法国奥弗涅-罗讷-阿尔卑斯大区卢瓦尔省，该省份为法国中南部省份，北起顺时针与索恩-卢瓦尔省、罗讷省、伊泽尔省、阿尔代什省、上盧瓦爾省、多姆山省和阿列省接壤。
与阿博安接壤的市镇（或旧市镇、城区）包括：佩里尼厄、罗济耶科特多雷克、圣莫里斯昂古尔瓜、圣尼济耶德福尔纳。

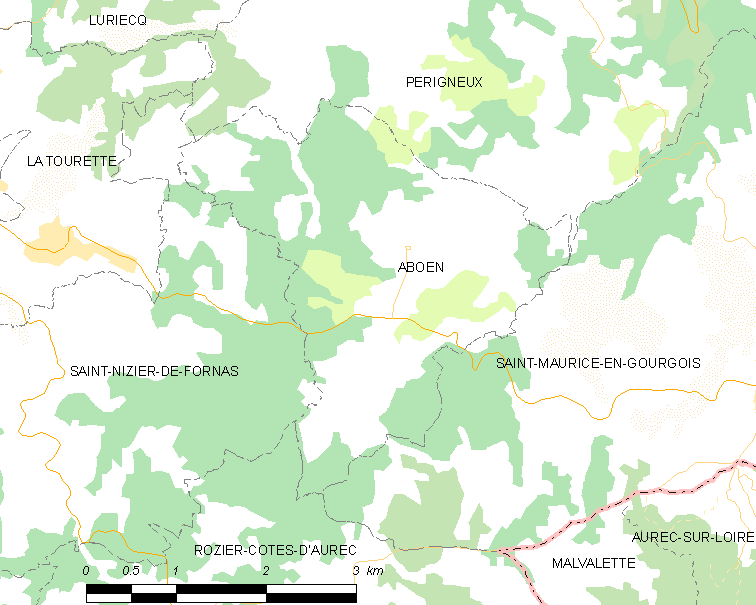
阿博安的OSM定位图

阿博安的时区为UTC+01:00、UTC+02:00（夏令时）。

## 行政
阿博安的邮政编码为42380，INSEE市镇编码为42001。

## 政治
阿博安所属的省级选区为圣瑞斯特-圣朗贝尔县。

## 人口

1962-2008年间阿博安人口变化图示

阿博安于2022年1月1日时的人口数量为483人。

## 交通
卢瓦尔省省道D3线经过境内南部。